# Vuelta Ciclista de la Juventud
La Vuelta Ciclista de la Juventud es una competencia de ciclismo masculino amateur en ruta por etapas que se celebró ininterrumpidamente en la región meridional del Uruguay desde 1979 hasta 2013. Luego de un año de suspensión, volvió a disputarse en 2015 para volver a suspenderse en 2017 y retomarse en 2019. Durante varios años el final de la competencia acaeció en la subida del Cerro de Montevideo.
Creada por Nelson Hugo Sarantes y organizada por la Federación Ciclista de Montevideo, está reservada para corredores de las categorías júnior (MJ) y pre-júnior menores de 20 años.
De las 40 ediciones, veintisiete fueron ganadas por corredores uruguayos. Ocho victorias para los argentinos, cuatro para los brasileños y una para un cubano completan el historial de vencedores por nacionalidades de la prueba.

## Ganadores
| Año  | Edición       | Ganador               | Nacionalidad  | Equipo/Federación                 |
| 1979 | 1.ª           | Oscar Sartore         | Uruguay       | Club Ciclista Maroñas             |
| 1980 | 2.ª           | Sergio Corujo         | Uruguay       | San Antonio de Florida            |
| 1981 | 3.ª           | Osmar Campezatto      | Brasil        | Federación de Brasil              |
| 1982 | 4.ª           | Laercio Ipojuca       | Brasil        | Federación de Brasil              |
| 1983 | 5.ª           | Carlos García         | Uruguay       | Club Ciclista Amanecer            |
| 1984 | 6.ª           | Néstor Díaz           | Uruguay       | Club Ciclista América             |
| 1985 | 7.ª           | Sergio Tesitore       | Uruguay       | Canelones Cycles Club             |
| 1986 | 8.ª           | Sergio Tesitore       | Uruguay       | Club Ciclista Maroñas             |
| 1987 | 9.ª           | Alejandro Beldoratti  | Argentina     | Federación Argentina              |
| 1988 | 10.ª          | Hugo Pratisolli       | Argentina     | UPCN (Argentina)                  |
| 1989 | 11.ª          | David Kenig           | Argentina     | Sevillano Competición (Argentina) |
| 1990 | 12.ª          | José Castillo         | Uruguay       | Federación Ciclista de Salto      |
| 1991 | 13.ª          | Roberto Prezioso      | Argentina     | Club Ciclista Maroñas             |
| 1992 | 14.ª          | Richard Fatigatti     | Uruguay       | España La Paz                     |
| 1993 | 15.ª          | Richard Fatigatti     | Uruguay       | Club Ciclista Belo Horizonte      |
| 1994 | 16.ª          | Martín Piñeyro        | Uruguay       | Alas Rojas                        |
| 1995 | 17.ª          | Pedro Pablo Pérez     | Cuba          | Federación de Cuba                |
| 1996 | 18.ª          | Osvaldo Frossasco     | Argentina     | Federación Argentina              |
| 1997 | 19.ª          | Jorge Mesa            | Uruguay       | Club Ciclista Audax               |
| 1998 | 20.ª          | Claudio Flores        | Argentina     | Federación Argentina              |
| 1999 | 21.ª          | Jorge Libonatti       | Uruguay       | Club Ciclista Fénix               |
| 2000 | 22.ª          | Néstor Pías           | Uruguay       | Club Ciclista Fénix               |
| 2001 | 23.ª          | Lucas Sebastián Haedo | Argentina     | Federación Argentina              |
| 2002 | 24.ª          | Mariano De Fino       | Uruguay       | Salto Nuevo                       |
| 2003 | 25.ª          | Emanuel Yanes         | Uruguay       | Unión Ciclista Maragata           |
| 2004 | 26.ª          | José Luis Miraglia    | Uruguay       | Club Ciclista Fénix               |
| 2005 | 27.ª          | Alejandro Alonso      | Uruguay       | Club Ciclista Amanecer            |
| 2006 | 28.ª          | Carlos Manarelli      | Brasil        | Federación de Brasil              |
| 2007 | 29.ª          | Fernando Méndez       | Uruguay       | Los Teros                         |
| 2008 | 30.ª          | Josué Moyano          | Argentina     | San Juan (Argentina)              |
| 2009 | 31.ª          | Ignacio Maldonado     | Uruguay       | Club Ciclista Fénix               |
| 2010 | 32.ª          | Bilker Castro         | Uruguay       | Unión Ciclista de 33              |
| 2011 | 33.ª          | Pedro Monroy          | Uruguay       | San Antonio de Florida            |
| 2012 | 34.ª          | Agustín Moreira       | Uruguay       | Club Atlético Villa Teresa        |
| 2013 | 35.ª          | Caio Godoy            | Brasil        | Confederación Brasileña           |
| 2014 | No se disputó | No se disputó         | No se disputó | No se disputó                     |
| 2015 | 36.ª          | Nahuel Soares de Lima | Uruguay       | Estudiantes El Colla              |
| 2016 | 37.ª          | Diago Toledo          | Uruguay       | Club Ciclista Maldonado           |
| 2017 | No se disputó | No se disputó         | No se disputó | No se disputó                     |
| 2018 | No se disputó | No se disputó         | No se disputó | No se disputó                     |
| 2019 | 38.ª          | Thomas Silva          | Uruguay       | Club Ciclista Maldonado           |
| 2020 | 39.ª          | Thomas Silva          | Uruguay       | Club Ciclista Maldonado           |
| 2021 | No se disputó | No se disputó         | No se disputó | No se disputó                     |
| 2022 | 40.ª          | Thomas Lucas          | Uruguay       | Unión 33-Vergara                  |